# Свеа (антарктична станція)
«Свеа» (швед. Svea) — діюча сезонна (літня) науково-дослідна антарктична станція Швеції, що була створена під час Антарктичної експедиції 1987–1988 років біля гірського хребта Хаймфронтen, що за 40 метричних миль (64,37 км від узбережжя).
Це перша науково-дослідна станція Швеції, що була побудована із 1949 року (Станція Модхайм (англ. Maudheim Station)) та 1901 року (Станція Сноу Хілл (англ. Snow Hill Station))

## Споруди станції
«Свеа» складається із двох з'єднаних між собою скловолокневих модулів загальною площею 12 м², має чотири ліжка і одну комору.
Під час Арктичної експедиції 1992–1993 років, станція була основною базою для дослідників, для цього вона була розширена (додано житловий модуль, майстерню і контейнер для зберігання).